# ثابت داملا عبد الباقي

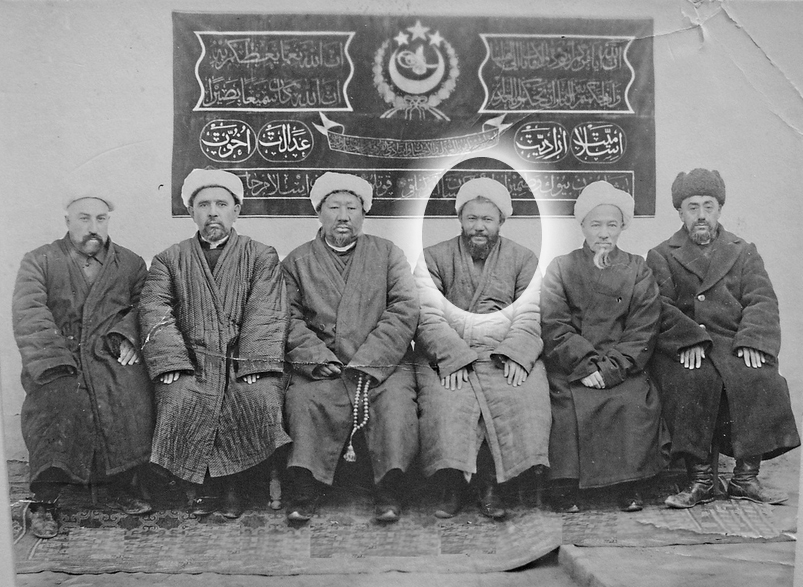
رئيس الوزراء ثابت داملا عبد الباقي (في الدائرة)

ثابت داملا عبد الباقي (بالصينية: 沙比提大毛拉) (بالأويغورية: سابىت داموللا عبدالباقى) (1883 - 1934) هو سياسي أويغوري ومن قادة حركة استقلال تركستان الشرقية، كان من قادة تمرد خوتان في مقاطعة سنجان ضد حكومة جين شورن، يُعرف بأنه رئيس الوزراء الوحيد لجمهورية تركستان الشرقية الأولى منذ 12 نوفمبر 1933 حتى سقوط الجمهورية في مايو عام 1934.

## حياته
ولد في عام 1883 في في كاشغر، حيث تلقى التعليم الديني. وفي عام 1920 تخرج من أكاديمية سنجان للسياسة والقانون في أورومتشي، وأجاد اللغة الصينية والأويغورية والروسية. ثم زار الشرق الأوسط، فزار مصر وتركيا والسعودية، كما زار الاتحاد السوفياتي، وواصل دراسته هناك. وفي عام 1932 عاد إلى إقليم سنجان عبر الهند، حيث انضم إلى الأمير محمد أمين بوغرا في الإعداد للتمرد في خوتان. كان ثابت مقتنعًا بأن العالم الإسلامي لم يكن مهتما بدعم استقلال الأويغور لذلك لجأ إلى طلب الدعم من القوى العظمى.
وكان ثابت وراء إنشاء حكومة مستقلة في خوتان في 16 مارس عام 1933، ثم أعلن مع الأمير محمد أمين بوغرا توسيع سلطة هذه الحكومة إلى كاشغر وأقسو، وبذلك تم إعلان إنشاء جمهورية تركستان الشرقية في مدينة كاشغر في 12 نوفمبر 1933. وتم اختياره رئيسًا للوزراء لجمهورية تركستان الشرقية في الفترة ما بين 12 نوفمبر 1933 و6 فبراير1934. ثم دعا خوجا نياز (قائد تمرد كومول 1931) لتولي رئاسة الجمهورية.

## وفاته
المصادر المعاصرة تقول أنه تم اعتقاله من قبل خوجا نياز في أقسو، وتم تسليمه إلى الحاكم الصيني شنغ شيكاي بعد اتفاقية جرت بين خوجا نياز وشنغ شيكاي. وأُعدم شنقًا في يونيو 1934 في أورومتشي.
أُدرجت صورة ثابت عبد الباقي في العدد 12 من مجلة تركستان الإسلامية التابعة للحزب الإسلامي التركستاني تحت عنوان «رجال سطروا التاريخ بدمائهم».